# Karl H. Beyer
Karl Henry Beyer Jr. (* 1914 in Henderson (Kentucky); † 2. Dezember 1996 in Norristown (Pennsylvania)) war ein US-amerikanischer Pharmakologe.
Er war drei Jahrzehnte bei der Firma Merck Sharp & Dohme (MSD), zuletzt als Vizepräsident für Forschung, und 23 Jahre Professor am Hershey Medical Center der Pennsylvania State University. Er lehrte außerdem an der Vanderbilt University und der Temple University.
Beyer studierte am Western Kentucky State College mit dem Bachelorabschluss 1935 und wurde an der University of Wisconsin in Medizin und Physiologie promoviert. Er trat 1942 in das Vorgängerunternehmen von MSD ein in West Point (Pennsylvania), das 1953 mit Merck fusionierte.
Beyer entwickelte das Urikosurikum Probenecid (bei MSD Benemid), eines der ersten effektiven Medikamente bei der Behandlung der Gicht. Außerdem entwickelte er eines der ersten Diuretika, Chlorothiazid (bei MSD Diuril genannt). Es war eines der ersten effektiven Mittel gegen Bluthochdruck mit relativ geringen Nebenwirkungen. Er hielt mehr als 20 Patente.
1973 ging er bei MSD in den Ruhestand und begann seine akademische Karriere. 
Er war Scholar in Residence am Fogarty International Center der National Institutes of Health.
Beyer war Präsident der American Society for Pharmacology and Experimental Therapeutics und Präsident der Federation of American Societies for Experimental Biology. 
1964 erhielt er den Canada Gairdner International Award. Für die Entwicklung von Chlorothiazid erhielt er mit seinem Team 1975 den Special Public Health Award der Lasker Foundation. Außerdem erhielt er den Sollmann Award. 1979 wurde Beyer in die National Academy of Sciences gewählt, 2019 posthum in die National Inventors Hall of Fame aufgenommen.

## Schriften
- The discovery, development and delivery of drugs, S. P. Medical and Scientific Books 1978